# 자산동 (창원시)
자산동(玆山洞)은 대한민국 경상남도 창원시 마산합포구에 있는 행정동이다. 완월동의 동쪽에 인접한 지역으로서, 무학산의 산록에 위치한다. 전형적인 주택 지역으로서, 취락은 무학산의 산록선을 따라 발달해 있다. 일반주거지역과 택지개발에 의한 아파트 밀집지역으로 깨끗한 자연환경, 산과 물이 좋아 거주선호 지역이다. 본래 합포현의 지역으로서 고개가 있는 산밑이 되므로 자산(玆山) 또는 ‘척산’이라고 불렸다. 조선 태종 때에는 창원부에 편입되고, 1910년 마산부제 실시에 따라 마산부의 외서면으로, 1914년 행정구역 폐합에 의해 리에서 동으로 되었다.

## 연혁
- 1910년 마산부제 실시에 따라 마산부 외서면 편입
- 1949년 8월 15일 : 마산시 자산동으로 개칭[2]
- 1971년 10월 25일 : 동청사 신축으로 마산시 자산동 115-4번지 이전
- 1990년 8월 25일 : 동청사 신축으로 마산시 자산동 25-3번지 이전
- 1997년 10월 20일 : 시조례 제285호로 행정구역 변경으로 교방동 170-2(거북선), 170-3(대림하이츠빌라)번지 자산동 편입
- 2005년 6월 13일 : 동 청사 개청 (자산동 140-3번지)

## 법정동
- 자산동
- 교방동

## 교육
- 무학초등학교
- 마산중학교

## 볼거리
- 몽고정

3·15 의거 기념탑 건너편에 있는 “몽고정”이라는 우물은 마산 물맛의 대명사로 알려져 있다. 몽고간장의 이름도 이 우물에서 비롯된다. 우물 이름이 원래 고려정(高麗井)이었으나, 1932년에 몽고정으로 바뀌었다. 우물 옆에는 당시 몽고군의 전차 수레바퀴라고 전해지는 약 1.4m의 원형 석물(石物)이 남아 있다. 원나라가 고려와 합세하여 일본을 정벌하려고 마산에 정동행성(征東行省)을 할 때의 유물이다.
- 약수암
- 청연암

## 고통
주요 도로는 산복도로가 뻗어 있으며, 이 도로는 창원시와 고성군, 통영시를 잇는 주요도로로 출퇴근에는 정체가 발생한다.
주택가 대부분이 산 중턱에 위치해 버스 교통을 이용해 창원시 주요 지역으로 이동이 불편하다.
경전선(삼랑진에서 광주광역시 송정동 사이의 철도선)에 이어지는 임항선이 지나간다.

## 사진

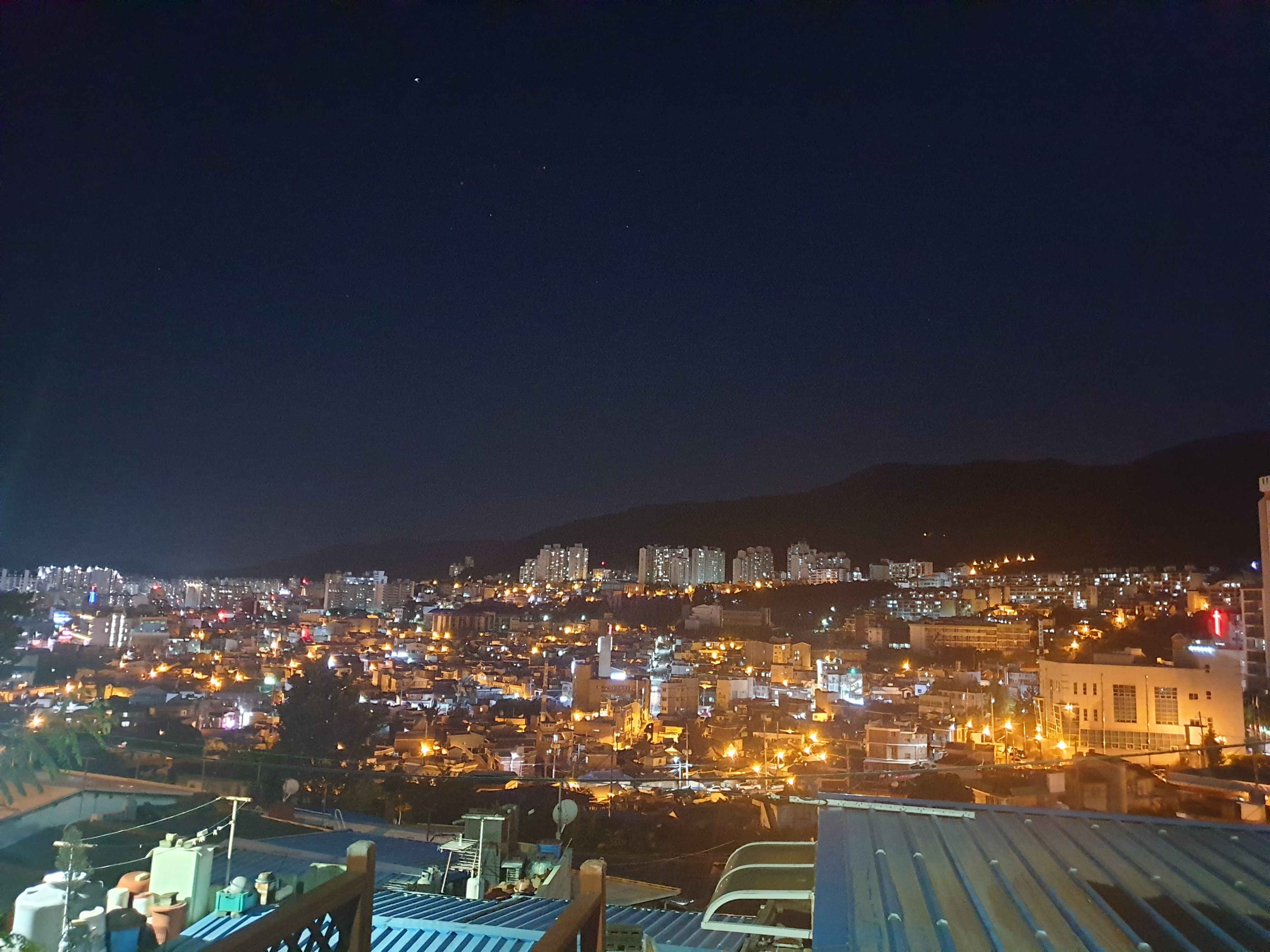
추산근린공원 방향에서 바라본 자산동 야경 (2019년 9월)